# ویسکی اسکاچ

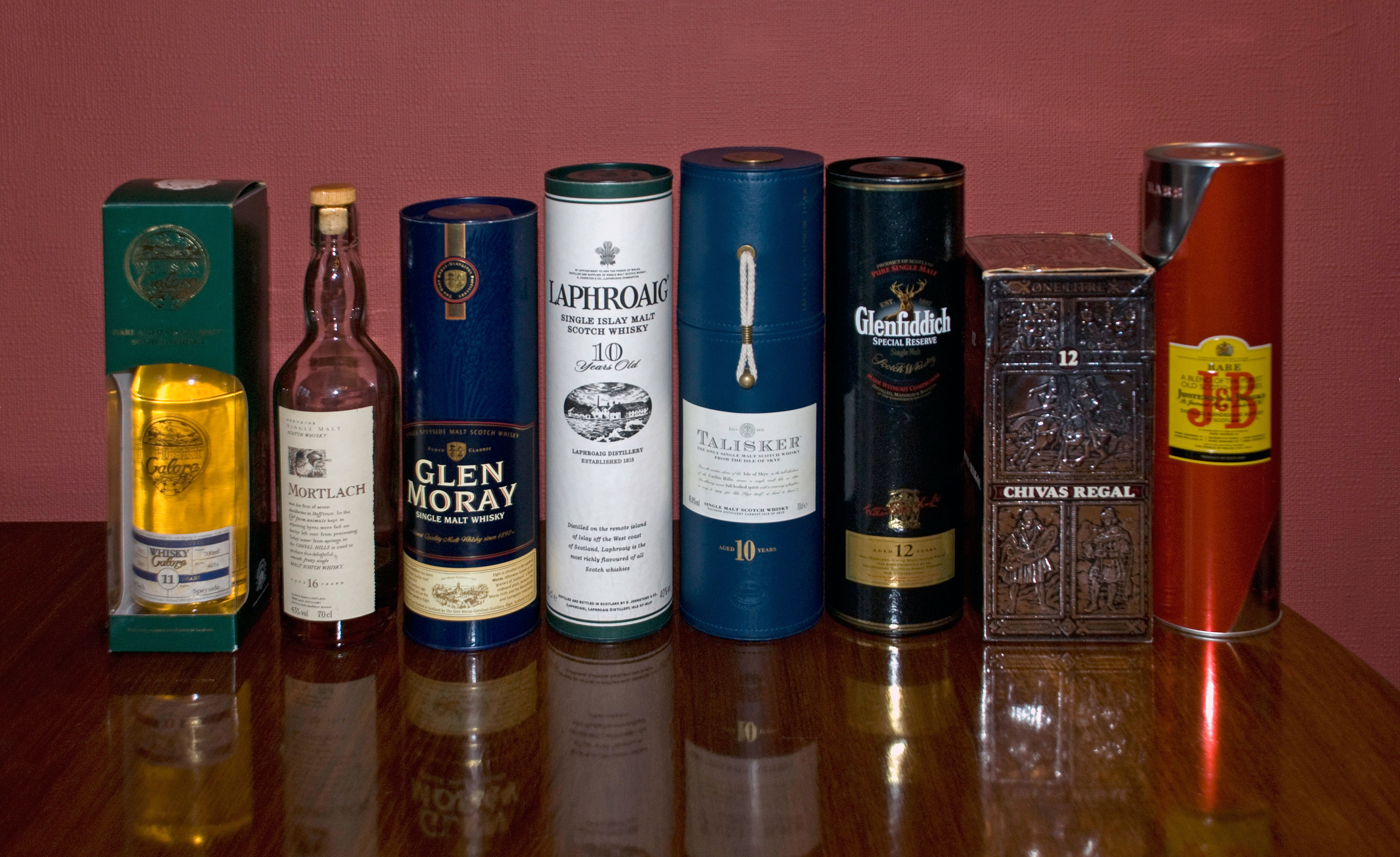
چند بطری ویسکی اسکاچ

ویسکی اسکاچ (به انگلیسی: Scotch whisky) که معمولاً با نام اسکاچ شناخته شده‌ است، یک مدل ویسکی مالت یا ویسکی غلات است که در کشور اسکاتلند درست می‌شود و به همین خاطر به این نام خوانده می‌شود. ویسکی اسکاچ باید به شیوهٔ مشخص که توسط قانون ثبت شده‌است ساخته شود.
تمام ویسکی اسکاچ‌ها در ابتدا از جو مالت ساخته می‌شدند. مشروب‌سازان تجاری در اواخر سده هجدهم آغاز به معرفی ویسکی ساخته شده از گندم و چاودار کردند.